# Fantasy Life
Fantasy Life è un videogioco di ruolo sviluppato da Level-5 per Nintendo 3DS, e pubblicato in Europa da Nintendo il 26 settembre 2014.

## Sviluppo e pubblicazione
Nello sviluppo del gioco, che originariamente sarebbe dovuto uscire su Nintendo DS, la Level-5 ha goduto del supporto di altre due case: Brownie Brown e h.a.n.d..
Fantasy Life è uscito in Giappone il 27 dicembre 2012, in Nord America il 24 ottobre 2014, e in Australasia il 27 settembre 2014. Il 10 aprile 2013, Level-5 ha dichiarato che il gioco, dalla data di uscita, ha venduto più di 300 000 copie in Giappone.
Il 25 luglio 2013, è uscita in Giappone una versione espansa del gioco, intitolata Fantasy Life Link!. Ogni nuova aggiunta inserita in questa riedizione, è stata in seguito inclusa nella versione internazionale del gioco, ad eccezione del DLC "Origin Island".

## Ambientazione
Fantasy Life è ambientato a Reveria, un mondo fantastico che attinge da un immaginario medioevale, composto da vaste pianure erbose, alte colline innevate, grandi arcipelaghi marittimi, e varie città e nazioni. Di seguito, saranno elencati alcuni dei luoghi più rappresentativi.
- Castele: vasta città dedita a vari tipi di attività commerciali, al cui centro è situata una piazza dove risiede il castello di Re Erik, regnante di Castele. In questo luogo il giocatore inizierà la propria avventura. Appena fuori dalla città, si possono trovare le Pianerbose, un'immensa pianura verdeggiante divisa in varie sezioni.
- Porto Puerto: città marittima, famosa per le sue spiagge e i suoi arcipelaghi, governata da una piratessa, nata dall'unione tra la precedente regina e un pirata. Fuori dalla città, si estende l'Arcipelago Tortuga.
- Picco Nevoso: una catena montuosa perennemente innevata, alla cui sommità si possono trovare un piccolo chalet nel quale ristorarsi, e una grotta abitata da pericolose creature.
- Al Maajik: città dal sapore orientale circondata da vasti deserti, tra i quali il più famoso è il Deserto di Sabbiasecca.

## Mestieri
In Fantasy Life, il giocatore può far apprendere al proprio personaggio 12 mestieri; inizialmente, durante la creazione del proprio alter ego virtuale, dovrà sceglierne uno tra i vari disponibili, ma in seguito, durante la partita, potrà sempre decidere di cambiarlo. Nel dettaglio, i mestieri sono:
- Paladino
- Mercenario
- Fabbro
- Alchimista
- Cuoco
- Falegname
- Cacciatore
- Mago
- Minatore
- Sarto
- Taglialegna
- Pescatore

Ogni mestiere, insegna al personaggio nuove abilità, salire di rango e inoltre gli permette di usare nuovi oggetti o nuovi capi di abbigliamento, e di esaudire particolari richieste da parte dei popolani. Il DLC aggiunge un nuovo rango: Divinità .

## Colonna sonora
La colonna sonora del gioco è composta da Nobuo Uematsu, celebre autore di musiche per videogiochi. È stata pubblicata in Giappone il 13 marzo 2013, in un cofanetto contenente due cd.
Tracce Disco 1
- 01 	Opening Theme 	4:29
- 02 	In the Beginning 	3:00
- 03 	Avatar Maker Theme 	2:15
- 04 	Royal Capital of Castele 	2:18
- 05 	Castele Castle 	3:29
- 06 	Tranquil Scenery 	3:48
- 07 	Peaceful Town at Night 	2:30
- 08 	Job Tune 1 	1:42
- 09 	Job Tune 2 	2:25
- 10 	Job Tune 3 	2:07
- 11 	Job Tune 4 	1:47
- 12 	Job Tune 5 	1:35
- 13 	Wonderful Dreams 	2:04
- 14 	Cheerful Tavern 	2:01
- 15 	Exciting Shopping Spree 	2:30
- 16 	Exciting Guild Office 	1:48
- 17 	Home, Sweet Home 	2:50
- 18 	Menu Theme 	2:09
- 19 	Sprinkle Twinkle's Theme 	2:04
- 20 	Grassy Plains 	3:44
- 21 	Grassy Plains at Night 	2:20
- 22 	Warrior Adventure 	2:36
- 23 	In the Heat of Battle 	2:21
- 24 	Intrigue Theme 	1:45
- 25 	Blissful Life 	2:34
- 26 	Happy Life 	3:30
- 27 	Life Action 	0:07
- 28 	Ally Made 	0:11
- 29 	Quest Clear - Small 	1:20
- 30 	Getting an Important Item 	0:10
- 31 	Fanfare 	0:07
- 32 	Life Change 	0:13
- 33 	Rest 	0:08
- 34 	Sleep 	0:13
- 35 	Save and Quit 	0:21
- 36 	Rich Jingle 	0:11
- 37 	Hero Jingle 	0:11
- 38 	Game Over 	0:22
- Disc length 69:15

Tracce Disco 2
- 01 	Mount Snowpeak Theme 	3:05
- 02 	Snowy Summit Theme 	3:07
- 03 	Dungeon Theme 	2:33
- 04 	Chase 	2:17
- 05 	In a Pinch 	2:15
- 06 	Seaside Town Port Puerto 	2:47
- 07 	Port Puerto Palace 	2:27
- 08 	Rowdy Pirate Ship 	2:02
- 09 	Tortuga Archipelago Theme 	2:30
- 10 	The Desert Town of Al Maajik 	2:52
- 11 	Dark Sultan's Fortess 	2:08
- 12 	Aridian Desert Theme 	2:19
- 13 	Ancient Ruins 	1:56
- 14 	Elderwood 	2:56
- 15 	Sea of Trees Theme 	4:03
- 16 	Hope Theme 	3:11
- 17 	Revolve, Propeller! 	2:01
- 18 	Terra Nimbus Theme 	2:22
- 19 	Plushling Theme 	2:04
- 20 	Love Theme 	3:36
- 21 	Bravery Theme 	2:55
- 22 	Fierce Battle 	4:27
- 23 	Hello, Divinus 	2:52
- 24 	Return 	2:22
- 25 	Reverie of Reveria 	6:15
- Disc length 71:22

## Accoglienza
| Testata        | Versione | Giudizio |
| -------------- | -------- | -------- |
| Multiplayer.it | 3DS      | 9/10     |
| IGN            | 3DS      | 8/10     |
| Spaziogames    | 3DS      | 8,5/10   |
| NintendOn.it   | 3DS      | 8,5/10   |

- Multiplayer.it valuta il gioco con un 9/10[11]
- IGN valuta il gioco con un 8/10[12].
- Spaziogames valuta il gioco con un 8,5/10[13].
- NintendOn.it valuta il gioco con un 8,5/10[14].